# Джамалпур (Бихар)
Джамалпур (англ. Jamalpur, хинди जमालपुर, урду جمالپر‎) — город на востоке центральной части штата Бихар, Индия, на территории округа Мунгер.

## География
Абсолютная высота — 150 метров над уровнем моря. Расположен в 8,5 км к юго-востоку от административного центра округа, города Мунгер.

## Население
По оценочным данным на 2013 год численность населения составляет 108 660 человек. По данным переписи 2011 года население составляло 105 221 человек. На каждые 1000 мужчин приходится 871 женщина. Средний уровень грамотности составляет 87,38 % (92,58 % среди мужчин и 81,40 % среди женщин). Численность детей в возрасте младше 6 лет составляет 12 298 человек. В данной возрастной группе на каждые 1000 мальчиков приходится 867 девочек.
Динамика численности населения города по годам:
| 1991   | 2001   | 2011    | 2013    |
| ------ | ------ | ------- | ------- |
| 86 112 | 96 983 | 105 221 | 108 660 |

## Экономика
Джамалпурский локомотивостроительный завод был основан в 1862 году Восточноиндийской железнодорожной компанией (East Indian Railway Company) и стал первым предприятием такого рода в Британской Индии. Изначально завод занимался главным образом ремонтом и сборкой локомотивов из имеющихся запчастей, но с начала XX века началось производство своих собственных локомотивов. Первым локомотивом, выпущенным в 1899 году стал CA 764. Кроме собственно локомотивов на заводе ремонтировались и производились паровозные котлы. В связи с закатом эры паравозной тяги на индийских железных дорогах, деятельность связанная с производством локомотивов пошла на убыль с конца 1960-х годов и полностью прекратилась в 1992 году. Сегодня предприятие занимается ремонтом тепловозов, ремонтом различных типов вагонов, производством и ремонтом железнодорожных кранов и другими видами деятельности.
Техническая школа, основанная при заводе в 1888 году превратилась сегодня в Indian Railways Institute of Mechanical and Electrical Engineering.

## Транспорт
Ближайший аэропорт расположен в Патне; ближайший международный аэропорт — в Калькутте. Вблизи города проходит национальное шоссе № 80, соединяющее Бихар и Западную Бенгалию.

## Известные уроженцы
- Прабхат Ранджан Саркар — индийский философ, гуру, основатель и президент «Ананда Марги»